# Općine u Banovini Hrvatskoj
Općina je bila upravna jedinica u Banovini Hrvatskoj. Bila je niže razine od kotara, a u razini grada. Broj općina teško je utvrditi jer se tijekom postojanja Banovine Hrvatske stalno mijenjao, ovisno o prirastu ili padu stanovništva na nekom području. Stoga se taj broj može zaokruži na približno 700 općina.
Lokalni izbori u Banovini Hrvatskoj 1940. godine održani su u 625 općina 19. svibnja 1940. godine, a u 33 općine 26. svibnja i 2. lipnja.